# Канализирование русла
Канализирование русла (русловыправительные работы; англ. channelization, canalization) — гидротехнические мероприятия, направленные на изменение характеристик русла водотока, как правило, включающие в себя работы по углублению и спрямлению, с целью придания ему вида канала.